# Peter Petersson (politiker)
Peter Petersson, född 4 december 1809 i Långasjö församling, Kronobergs län, död 25 april 1892 i Urshults församling, Kronobergs län, var en svensk riksdagspolitiker. Han var far till riksdagspolitikern Fredrik Petersson.
Petersson var organist i Urshults församling 1833–1891 och ledamot i Ägodelningsrätten. Som politiker var han kommunalordförande och landstingsman samt ledamot av riksdagens andra kammare 1867–1872, invald i Norrvidinge och Kinnevalds häraders valkrets. I riksdagsutskotten var han ledamot i Tillfälligt utskott 1868 samt suppleant i Bankoutskottet 1869–1872.